# Карл Мартел
Карл Мартел (на латински: Carolus Martellus, Карл Чука) е франкски държавник, роден около 686/688 в Ерстал, Валония, Белгия, незаконен син на Пипин II (Пипин Средни) и неговата наложница Алпаида.
Въпреки че е майордом на Кралството на франките, Мартел е запомнен с победата си в битката при Поатие през 732. Като резултат от победата Карл Мартел завоюва цяла Южна Галия, а единствено областта Септимания остава в ръцете на арабите. Заедно със съвместната победа на хан Тервел и император Лъв III Исавър над арабите през 717 година при Константинопол се характеризират като спасението на Европа от арабската заплаха. Франкската армия на Мартел нанася голямо поражение на арабските войски, които преди това завземат големи части от Пиренейски полуостров.
Въпреки това са необходими още две поколения франки, за да отблъснат всички араби отвъд Пиренеите. Спирането на нашествието във Франция прекратява разрастването на исляма в Западна Европа, а обединението на Франкското кралство при Карл Мартел, неговият син Пипин Къси и внука му Карл Велики, предотвратява разширението на държавата на Омеядите отвъд Пиренеите.
При смъртта на Пипин II през 714 наследството преминава към малолетния му внук Теобоалд. Фракцията на австразийските благородници, поддържащи Теобоалд, е водена от неговата мащеха, вдовицата на Пипин Плектруда. Карл, който вече е възрастен, застава начело на съперничеща фракция и надделява в поредица битки, както срещу нахлулите нойстрийски франки, така и срещу силите на Плектруда. Между 718 и 723 Карл си осигурява властта чрез поредица от победи и печелейки лоялността на няколко влиятелни духовници. Той постига това донякъде и като дарява земи и пари за абатства, като това в Ехтернах.
През следващото десетилетие Карл води франкската армия срещу източните херцогства Бавария и Алемания и южните Аквитания и Прованс, прибягвайки до помощта на арабите. Той постига известни успехи в продължаващия конфликт със саксите, но пълното им подчиняване и включването им във франкската империя остават за неговия внук Карл Велики.
По време на неговото управление е въведена бенефициалната реформа. Вместо даряване на земята в пълна безусловна собственост под формата на алод, тя бива раздавана като бенефиций – условно пожизнено владение, давано в замяна на изпълнение на определени задължения, най-често военна служба. При смърт на бенефициария земята се връща на собственика, който може отново да я даде под формата на бенефиций на наследника му, който се задължава да изпълнява същите условия. През следващите два века тези бенефиции се превръщат в наследствени владения, наречени фиеф, феод или лен.

## Бракове и деца
- Първа съпруга Ротруда (690 – 724) с деца:
  - Карломан (Карлман) († 754)
  - Пипин III Къси († 768)
  - Хилтруда († 754), омъжва се за херцог Одило от Бавария
- Ландрада
- Алдана Алда, съпруга на Теодерих I (IV) († пр. 804), граф на Отун

- Втора съпруга Сванхилда (725 – 741), племенница на Одило, херцог на Бавария:
  - Грифон (* 726, † 753)

- Деца с метресата му Руодхайд (710 – 755), саксонка:
  - Бернхард (* 732, † 787)
  - Хиероним, 754
  - Ремигий (или Ремедий) († 771), 755 владика на Руен

- Внук: Карл Велики (* 747, † 814)

Карл Мартел умира на 22 октомври 741 при Киерзи в Пикардия, Франция. Той е погребан в базиликата „Сен Дени“ в Париж, Франция. Наследен е от синовете си Карломан, Пипин Къси и Грифон.